# Jean Mineur
Pour les articles homonymes, voir Mineur.
Jean Mineur, né le 12 mars 1902 à Valenciennes et mort le 19 octobre 1985 à Cannes, est un pionnier de la publicité et du cinéma publicitaire en France. Son agence de publicité est symbolisée par le célèbre personnage du « Petit Mineur ».

## Biographie

### Famille
Jean Léon Mineur est le fils de Ernest Léon Mineur, entrepreneur en charpente et menuiserie, et de Léontine Félicité Rufine Bierent. La famille vit modestement.
Il interrompt ses études chez les jésuites du collège Notre-Dame pendant la première guerre mondiale à l'âge de 14 ans. Il effectue des petits travaux, passe le permis de conduire, devient livreur de bière, chauffeur à Saint-Amand-les-Eaux, aide-comptable, journaliste. Il gagne un concours du journal Le Progrès du Nord, travaille également pour Le Guetteur. Il « fait de la publicité au porte-à-porte ».
Il épouse le 26 avril 1924 à Valenciennes Marguerite Marie Coldres. Il va se marier une seconde fois, a trois filles de ses deux mariages et vit à Cannes où il décède à l'âge de 83 ans, après avoir travaillé toute sa vie, malgré la réussite commerciale et l'aisance financière.

### Genèse du cinéma publicitaire
Le film publicitaire apparaît presque simultanément au cinéma. Très rapidement, des films, présentant des usines ou des produits commerciaux, sont financés par des marques, à l'instar du film pour les savons Sunlight, tourné en 1898. Félix Mesguich tourne un premier film pour Ripolin cette même année. Georges Méliès tourne ainsi une publicité pour la moutarde « Bornibus » (certainement avant 1912). A Romance of The Rail est produit par Edison pour la promotion d'un train. Il existe même des images de Picon datées de 1905 environ. L'ancêtre de la publicité au cinéma s'appelle le « rideau-réclame ». Descendu et remonté par l'exploitant de la salle à chaque séance, celui-ci fait apparaître de la publicité pour des commerçants locaux, peinte dans des cases. Les premiers films publicitaires, sous forme de dessins animés (comme ceux de Lortac par exemple), apparaissent dès le début des années 1920.

### Débuts dans le cinéma publicitaire
Autodidacte, il commence son activité en 1924, à l'âge de 22 ans, proposant des rideaux publicitaires déroulés à l'entracte au cinéma, idée de son père, développée par lui, créant dans le cinéma un nouveau métier : celui de régisseur publicitaire, avec ses pratiques et ses codes. Il fait à l'époque le double pari du cinéma et de la publicité, convainquant progressivement les propriétaires de salles de cinéma et les clients (baptisés « annonciers » à l'époque) du bien-fondé de la publicité au cinéma.
Jean Mineur crée sa première société à Valenciennes, en 1927 , l'agence générale de publicité, et, surmontant les difficultés liées aux réticences des Français vis-à-vis des méthodes « américaines » de publicité et de promotion, parvient à convaincre un nombre sans cesse croissant d'exploitants et de clients. Il tourne ses premiers films commerciaux en 1931. Son succès rapide est connu de Léon Rénier, dirigeant d'Havas, qui lui propose alors de le racheter. Désireux de conserver son indépendance, Jean Mineur refuse et s'installe en 1936 à Paris pour combattre ses concurrents sur leur terrain, dans un 13m² boulevard de Courcelles. Il rejoint en 1938 les locaux qu'il occupera durant plusieurs décennies, situés au 79 de l'avenue des Champs-Élysées et obtient un numéro de téléphone qui devient rapidement célèbre : Balzac 00 01.
Ce numéro de téléphone fétiche est si connu qu'il aura une application inattendue : l'avionneur Bloch Dassault utilisera l'appellation Balzac 0001 (jusqu'à Balzac V pour les premières séries expérimentales du Mirage III car l'appareil (qui n'avait pas encore de nom) portait la mention 0001 sur l'empennage, étant le tout premier de la série.
Pendant la Seconde Guerre mondiale, il émigre dans le sud de la France. En 1947, il est membre du jury du festival de Cannes, ville où il s'installe définitivement.

### Le Petit Mineur

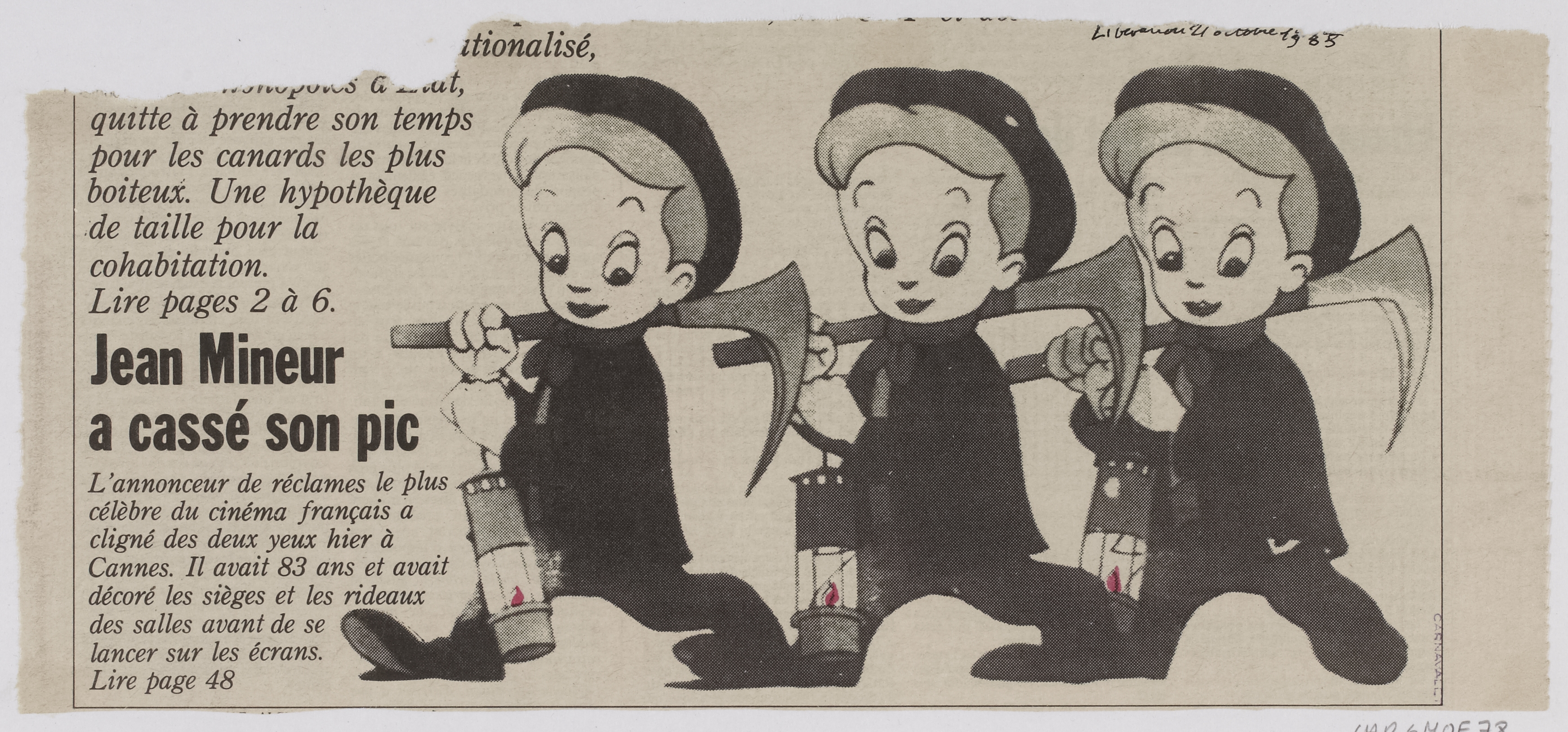
Illustration du « Petit Mineur ».

Entrepreneur persévérant et acharné, Jean Mineur est également un homme de communication intuitif et efficace, comprenant que la meilleure publicité pour son activité commence par sa propre publicité. C'est ainsi que, en 1951, apparaît sur les écrans, à l'issue de plusieurs tentatives, celui qui s'impose rapidement comme l'une des « icônes » publicitaires les plus connues du siècle[réf. nécessaire] ; le « Petit Mineur » créé à sa demande par Albert Champeaux, inspiré d'un dessin de Lucien Jonas. Lançant son pic dans une cible (dont le « 1000 » se retournait pour composer le 00 01 du numéro de téléphone de l'agence, Balzac 00 01) au son d'un indicatif composé par René Cloërec, le Petit Mineur incarne, dès cette époque, la pertinence du cinéma publicitaire comme moyen de toucher sa cible, discours auquel est sensible un nombre croissant d'annonceurs[réf. nécessaire]. Le décor et le personnage du Petit Mineur font explicitement référence au nom de Jean Mineur et à la région de son enfance : le Nord minier de la France.
Il est le représentant du Centre national de la cinématographie au Festival de Cannes en 1947 et 1952. L'âge de Jean Mineur et les craintes légitimes face à l'arrivée de la publicité à la télévision le 1er octobre 1968 le conduisent à accepter le rapprochement avec son concurrent Publiciné, donnant naissance à Médiavision, le 1er janvier 1971.

### Mort

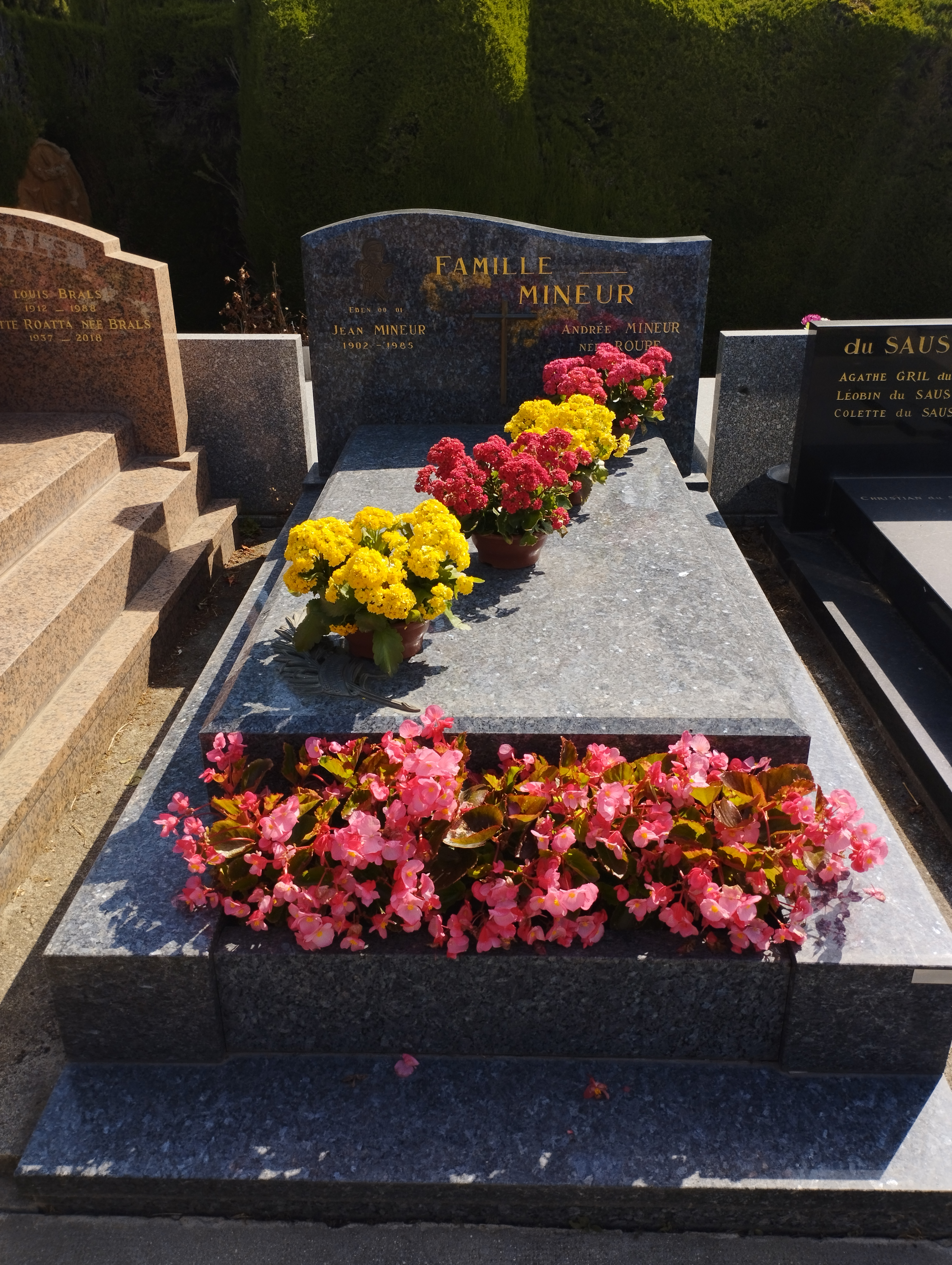
Tombe de Jean Mineur au cimetière du Grand Jas.

Jean Mineur est mort en 1985 à Cannes. Selon ses dernières volontés, ses nouvelles coordonnées sont gravées sur sa tombe au carré n° 19 du cimetière du Grand Jas situé dans la même ville : « Eden 00 01 ».

## Publications
- Jean Mineur, Jean Mineur, Balzac 00.01, autobiographie, Paris, Plon, 1981

## Hommages
- La réussite de Jean Mineur et la notoriété de son petit personnage lui valent, en 1955, d'être décoré de la Légion d'honneur.
- La série philatélique Le Siècle au fil du timbre comporte un feuillet « Médias et communication », émis le 19 mars 2001, reprenant entre autres la publicité illustrée par le personnage de Jean Mineur.
- Les 16 et 17 septembre 2006, la ville de Valenciennes rend hommage à son plus célèbre publicitaire en organisant, lors des journées du patrimoine, une exposition à l'effigie de Jean Mineur.
- La nouvelle école HQE du quartier Saint-Waast porte aujourd'hui son nom.
- Hommage humoristique : Boris Vian écrit entre 1955 et 1956 la chanson La Messe en Jean Mineur (Par J.S. Bachique), l'une de ses deux Chansons pas correctes. Interprétée en 1998 par la troupe du CDNA de Grenoble lors du spectacle Et Vian ! En avant la zique !, cette chanson sort sur un double CD de Jacques Canetti[5] en 2001.
- Création d'un auditorium à son nom au Palais des Festivals de Cannes, le 21 juin 2019 lors de la soixante-sixième édition du festival Cannes Lions.
- La liste "Balzac 00" (candidate au bureau des étudiants 2025 de l'Institut catholique d'arts et métiers — Wikipédia) ayant choisi comme thème le cinéma, souhaite lui rendre hommage en le choisissant comme personnage principal pour sa campagne et ses événements sur le campus.
- Apparition dans un sketch du Palmashow.

## Marque
Jean Mineur est une marque déposée de la société Médiavision, régie publicitaire pour le cinéma.

### Filmographie
- Le Ruban de rêve de Jean Mineur, documentaire de Jeanne Moutard, Real Productions, 2012